# Hintertupfer Bene

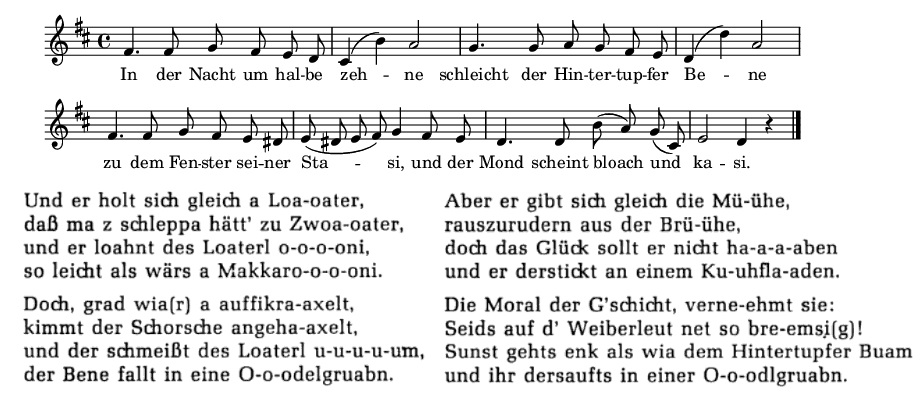

Der Hintertupfer Bene ist ein Volkslied in bairischer Mundart, das in der Art einer Moritat vom tödlichen Ausgang eines Versuchs des Fensterlns handelt. Die Herkunft des Liedes soll im Inntal liegen. Die Melodie besteht aus dem Mittelteil des Trauermarsches aus der Klaviersonate Nr. 2 op. 35 (1839/40) von Frédéric Chopin.
Der Name des tragischen Protagonisten spielt auf Hintertupfing an, jenen fiktiven Ort, der sprichwörtlich für Zurückgebliebenheit und Hinterwäldlertum steht.
Ab 1966 wurde das Lied in einer Dixieland-Fassung unter dem Titel Die Moritat vom Hintertupfer Bene von den Hot Dogs populär gemacht.
Seit 1917 ist ein anderes Spasslied mit der gleichen Melodie auf den Text Durch die Wüste der Sahara ging der Nathan mit der Sarah überliefert.

## Text
In der Nacht um halbe zehne

schleicht der Hintertupfer Bene

zu dem Fenster seiner Stasi

und der Mond scheint bloach und kasi.

Und dann holt er eine Loater,

die man kaum dertragt zu zwoater,

loant sie an die Mauer oni

grod als war’s a Makkaroni.

Wie er auf die Loater kraxelt,

kommt der Nachbars Hiasl g’haxelt,

schmeißt die lange Loater um

und der Bene fallt in d’ Odelgruam.

Und er gab sich große Mühe,

rauszuschwimmen aus der Brühe;

doch es ist ihm nicht geglückt,

ein Kuhfladen hat ihn erstickt.

Die Moral von der Geschichte:

Geh zum Kammerfensterln nichte!

Sonst ergeht’s dir wie dem Bene

und du fliagst in d’ Odelgruam ene!
1. ↑  21:30 Uhr
2. ↑  Koseform für Benedikt
3. ↑  Koseform für Anastasia
4. ↑  bleich
5. ↑  käsig
6. ↑  Leiter